# Егмонд-ан-Зе
Егмонд-ан-Зе (нід. Egmond aan Zee, нід. вимова: [ˌɛxmɔnt aːn ˈzeː]) — село в нідерландській провінції Північна Голландія на узбережжі Північного моря. Входить до муніципалітету Берген.
Його площа становить 1,94 км², а населення станом на 2021 рік складало 4 530 осіб.
Раніше мало статус окремого муніципалітету.

## Галерея

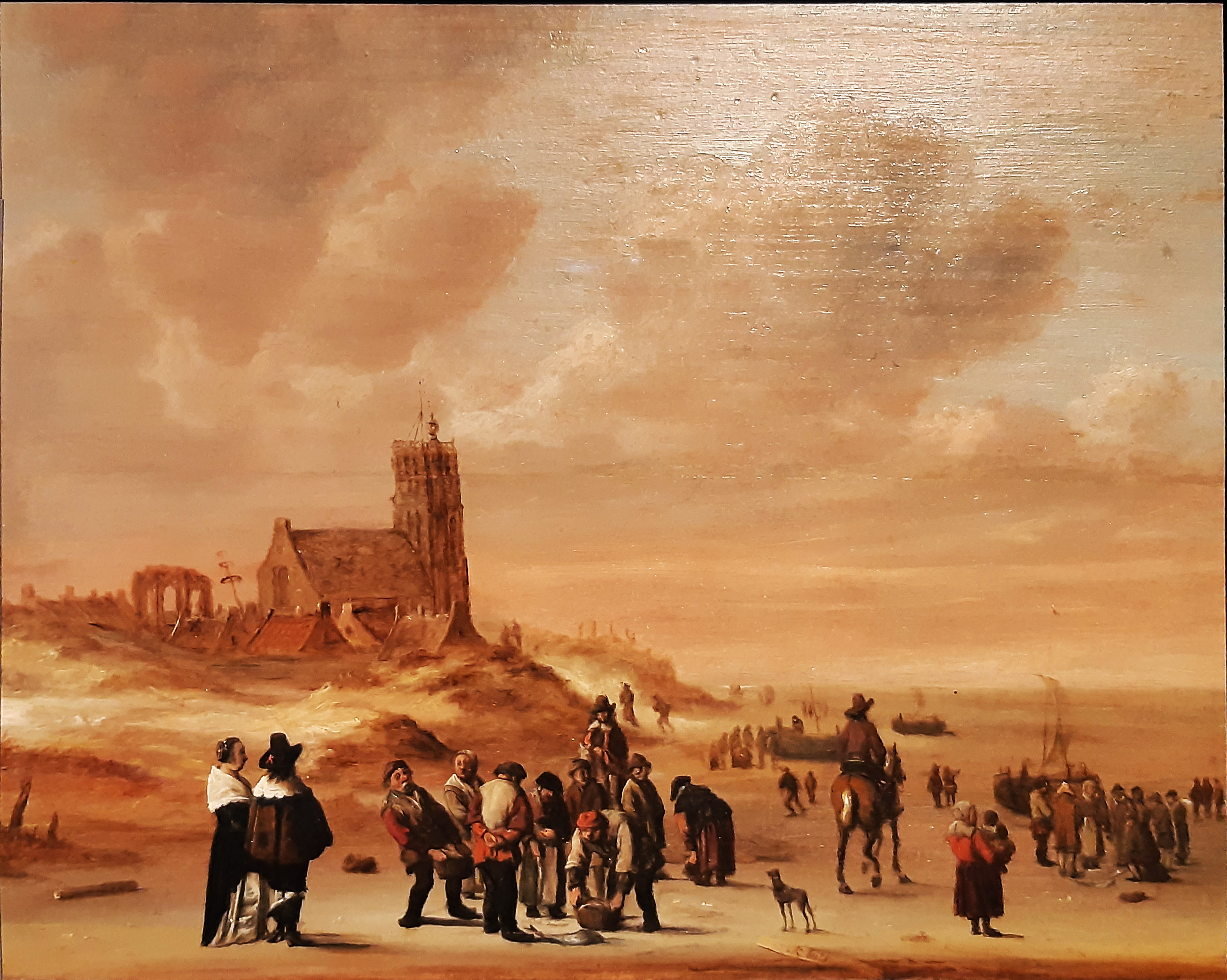
Корнеліс Бельт «Морське узбережжя поблизу Егмонда-ан-Зе»
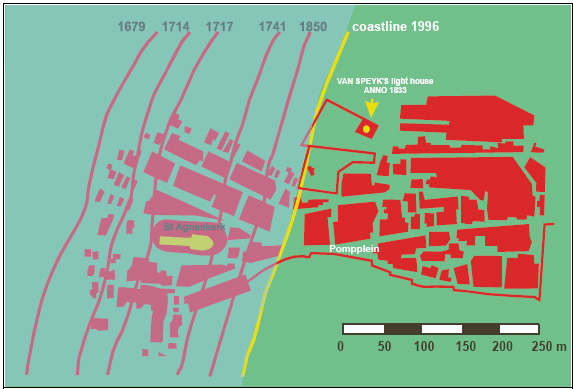
Схема ерозії узбережжя
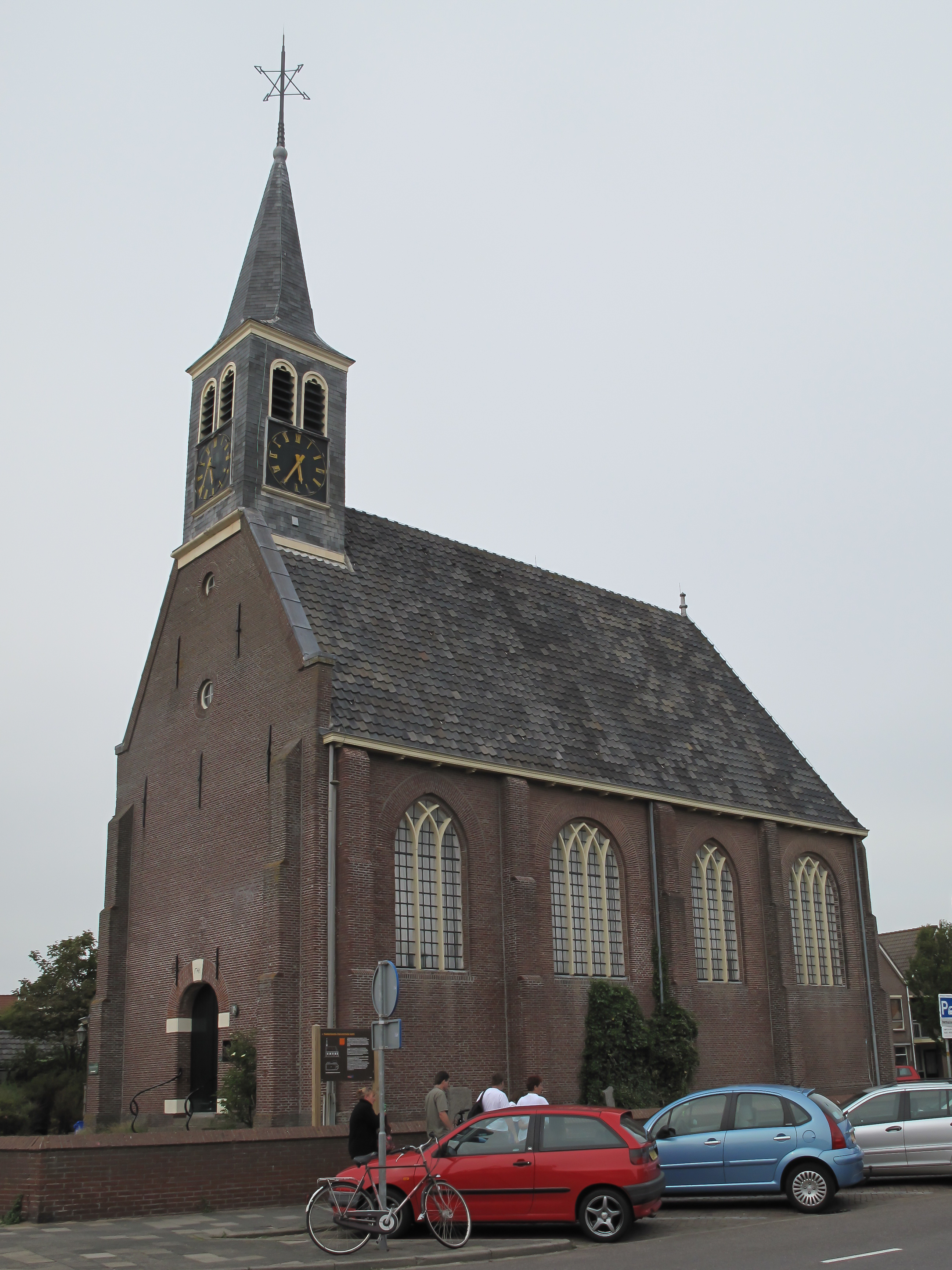
Церква у селі